# Ordre monastique
Un ordre monastique est un ordre religieux dans lequel sont regroupées des personnes ayant pour mode de vie le monachisme. Il en existe dans plusieurs religions.
Dans le christianisme, c'est un ordre régulier dont les clercs, retirés du siècle, ont prononcé des vœux religieux et en respectant une règle monastique de vie commune.

## Diversité des ordres dans le christianisme
La diversité des règles, leur souplesse d'interprétation et les buts religieux ou apostoliques poursuivis, a créé au cours de l'histoire la grande diversité des ordres
monastiques :
- les ordres hospitaliers : à la suite de l'officialisation de l'ordre de Saint-Jean de Jérusalem en 1113, qui prévoyait dans ses statuts le prononcé d'un quatrième vœu, en plus de ceux de pauvreté, de chasteté et d'obéissance, celui de « servir nos seigneurs les malades à l'égal de Notre Seigneur », le soin aux malades, aux nécessiteux est devenu un choix apostolique courant, sans que ce quatrième vœu soit toujours prononcé ;
- les ordres militaires : avec les croisades et la Reconquista, la défense de la chrétienté les armes à la main devient une question théologique réglée par le concile de Troyes en 1129 et l'officialisation de l'ordre du Temple. La fonction des milices chrétiennes remplie à l'origine par des laïcs est alors reprise par des moines-soldats  avant que la réappropriation par des laïcs permette plus tard le développement des ordres de chevalerie ;
- les ordres contemplatifs : à l'exemple des moines de Notre Dame du Mont-Carmel reconnus en 1226, qui après la perte de la Terre sainte, se replient en Occident à partir de 1238 en répandant leurs habitudes de vie d'ermites qu'ils avaient dans les grottes du Mont Carmel. Des femmes attirées par la prière se mettent sous leur direction pour créer un ordre de carmélites en 1452 que Sainte Thérèse d'Avila réformera.

On[Qui ?] mettra à part les ordres mendiants créés à l'image des « plus petits d'entre nous » par François d'Assise en 1209 et qui se développent[réf. nécessaire] au XIIe siècle, dont les membres ne sont pas des moines.